# Muzeum im. Antoniego Krajewskiego w Lanckoronie
Izba Muzealna im. Antoniego Krajewskiego w Lanckoronie – muzeum położone w Lanckoronie. Placówka mieści się drewnianym budynku, ocalałym z pożaru miasta w 1869 roku.
Muzeum powstało w 1967 roku z inicjatywy Towarzystwa Przyjaciół Lanckorony i przy współudziale krakowskiego profesora Antoniego Krajewskiego. W skład zbiorów placówki wchodzą eksponaty z wykopalisk na terenie lanckorońskiego zamku oraz przedmioty codziennego użytku i rękodzieła ludowego tutejszych mieszkańców, pochodzące z początku XX wieku. Część ekspozycji poświęcona jest konfederacji barskiej.
Muzeum jest czynne w soboty i niedziele. Wstęp jest płatny. Przy placówce działa centrum dokumentacyjne Ekomuzeum Lanckorona.

## Galeria

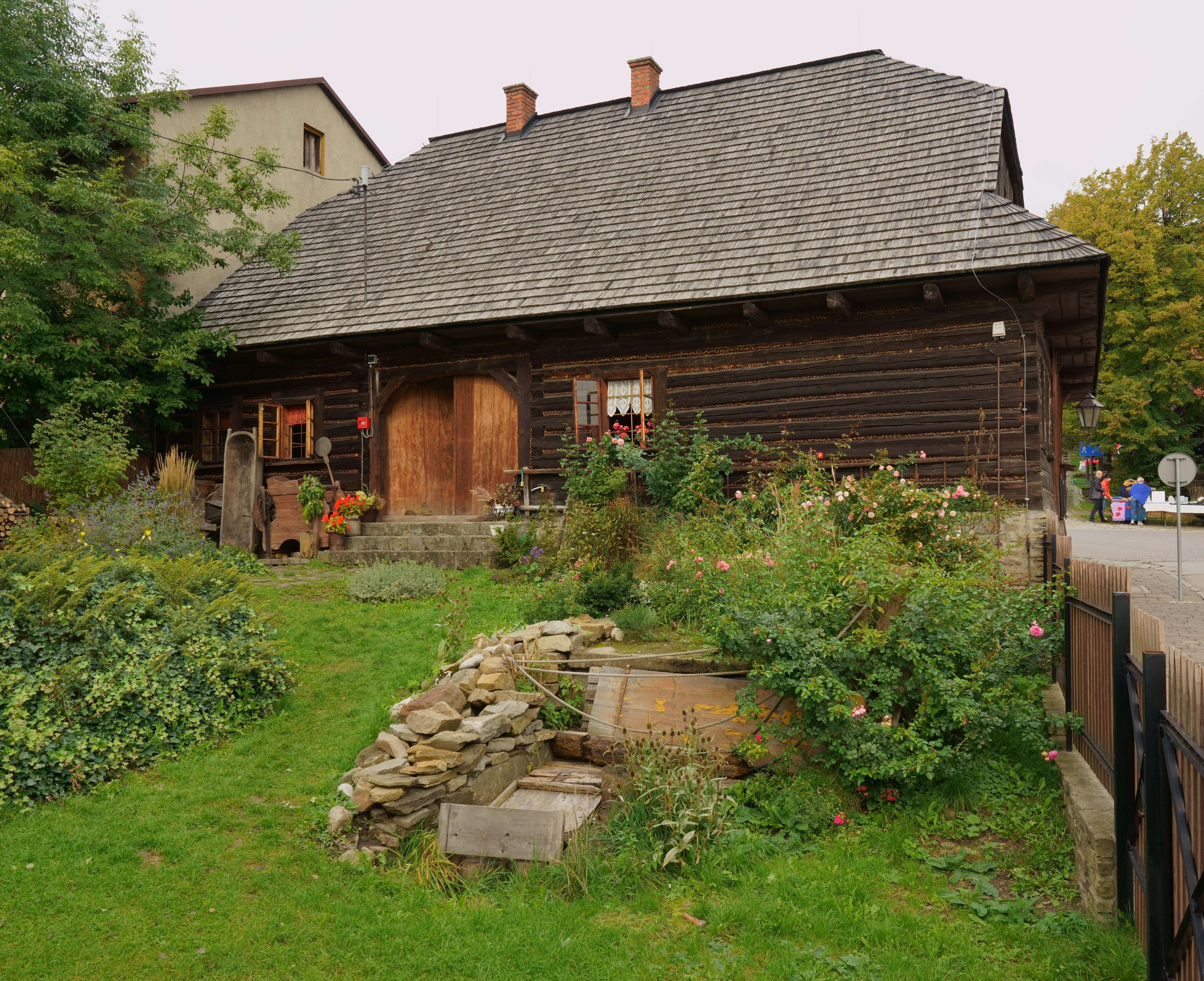
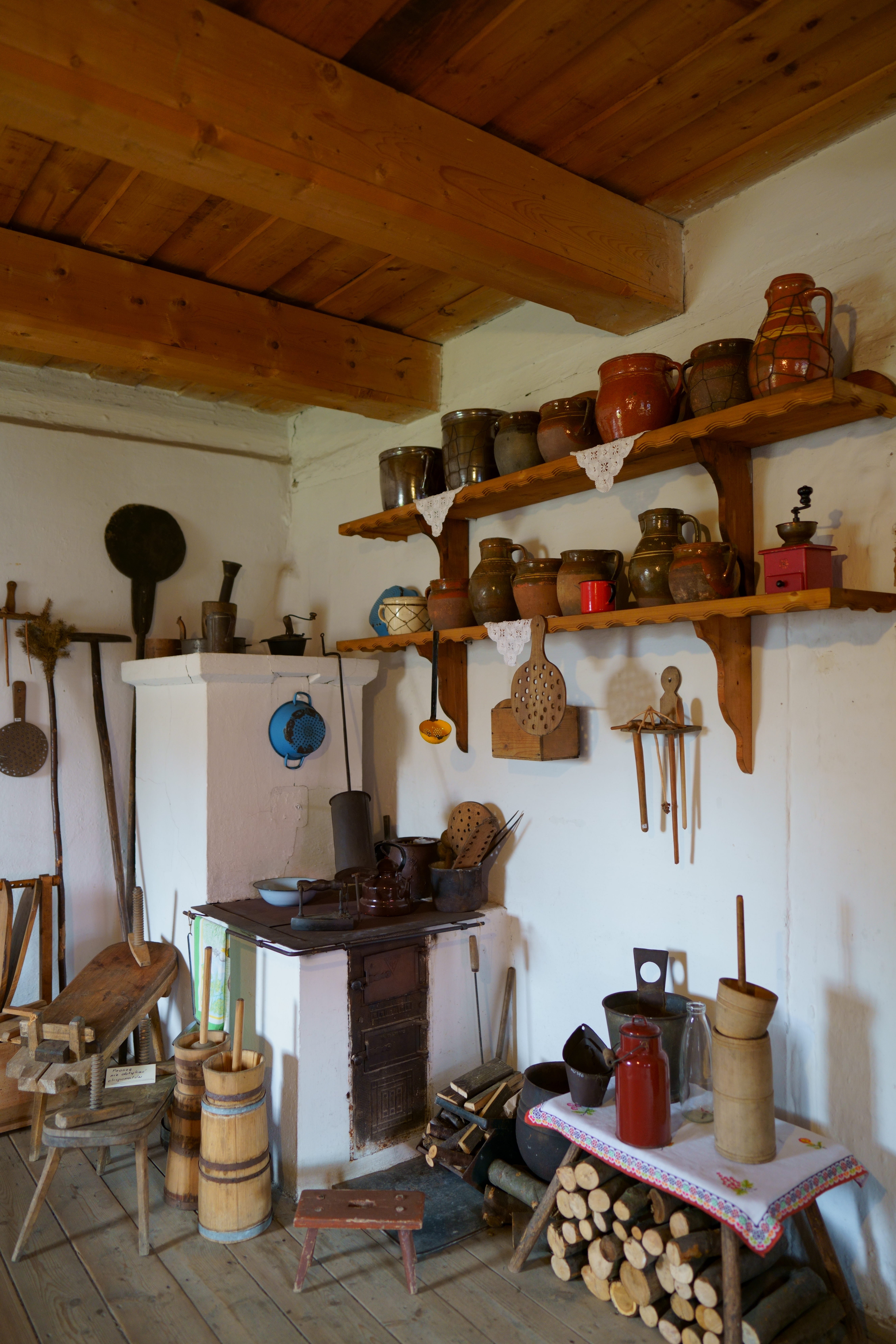
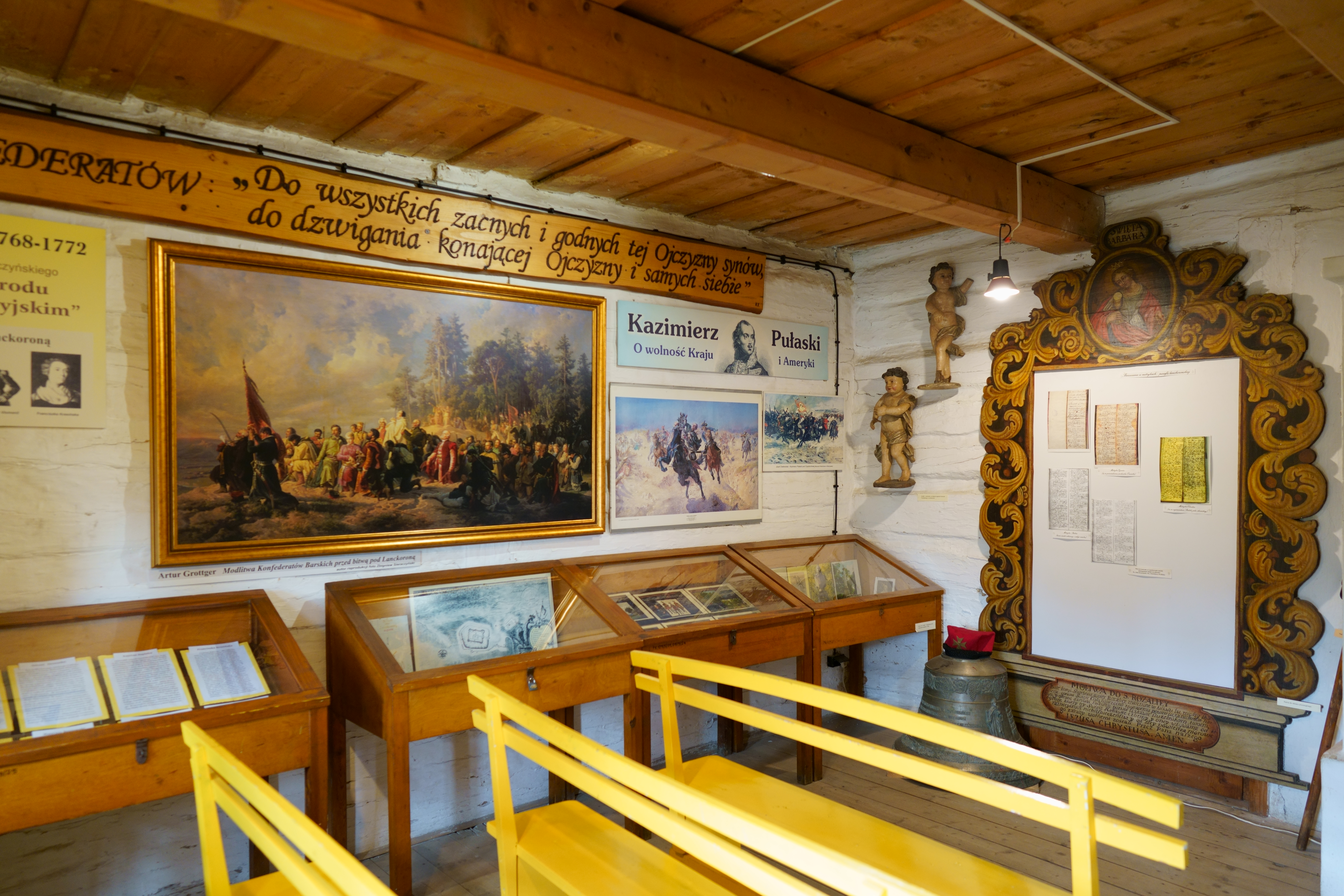
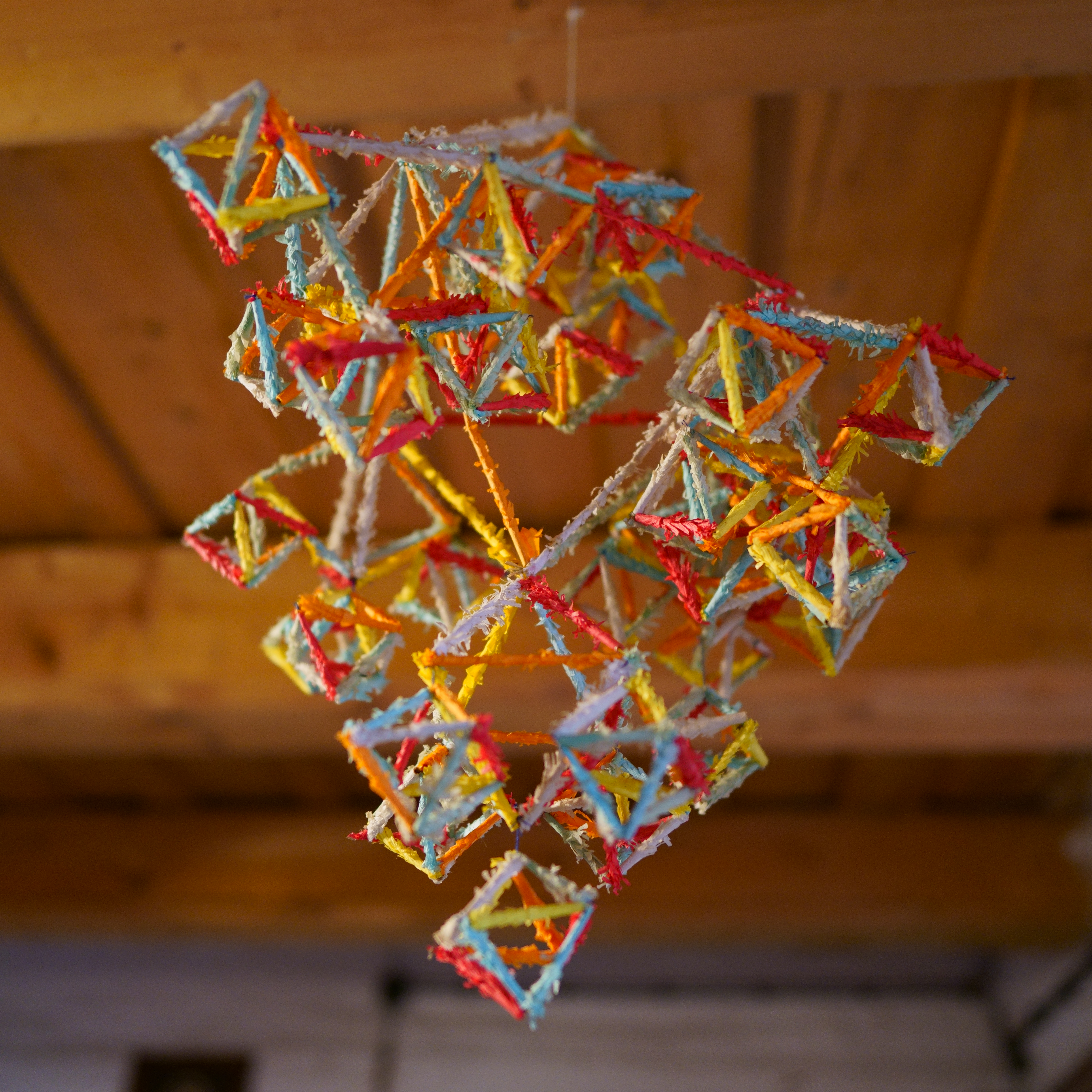